# 克劳迪奥·比亚希奥
克劳迪奥·比亚希奥（Claudio Darío Biaggio，1967年7月2日—）是一名阿根廷足球教練和已退役足球運動員，退役前司職前锋。 
在他退役前曾效力于阿根廷（贝尔格拉诺竞技俱乐部、阿爾馬格羅聖羅倫素體育會、佩那罗尔足球俱乐部和科隆竞技俱乐部）、乌拉圭（佩纳罗尔和多瑙河足球俱乐部）、法国（波尔多足球俱乐部）、日本（福岡黃蜂）、厄瓜多尔（昆卡竞技俱乐部）和玻利维亚（东方石油体育俱乐部）等國的俱樂部。